# 打磚坪街

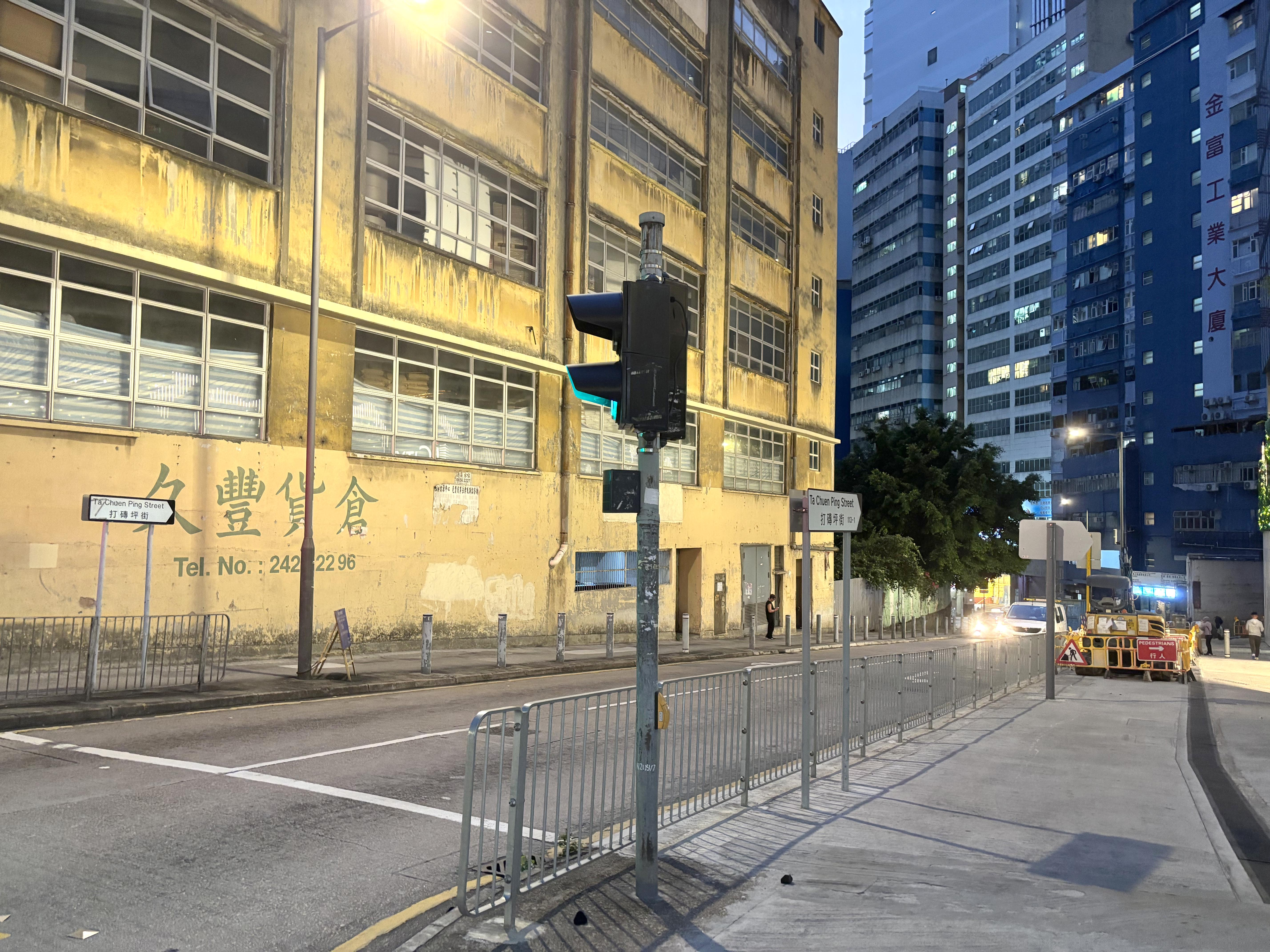
打磚坪街

打磚坪街（英語：Ta Chuen Ping Street），是香港新界葵涌一條道路。道路名稱源自昔日「打磚坪村」，受政府發展葵涌影響，村落早已重置到上葵涌村路，與上葵涌村和大白田村為鄰。街道呈現U型，相隣葵涌石籬邨同石蔭邨，頭尾連接和宜合道，附近多為工廠大廈，不過部分已經拆卸，例如香島印染已經重建為雍雅軒。